# Cladocarpus boucheti
Cladocarpus boucheti är en nässeldjursart som beskrevs av Ramil och Vervoort 1992. Cladocarpus boucheti ingår i släktet Cladocarpus och familjen Aglaopheniidae. Inga underarter finns listade i Catalogue of Life.